# 81203 Polynesia
81203 Polynesia è un asteroide della fascia principale. Scoperto nel 2000, presenta un'orbita caratterizzata da un semiasse maggiore pari a 2,6189367 UA e da un'eccentricità di 0,1900012, inclinata di 15,76248° rispetto all'eclittica.
L'asteroide è dedicato agli arcipelaghi della Polinesia Francese.